# Nelson Xavier
Nelson Agostini Xavier (ur. 30 sierpnia 1941 w São Paulo w stanie São Paulo, zm. 10 maja 2017 w Uberlândia) – brazylijski aktor, scenarzysta i reżyser.

## Życiorys
Nelson studiował prawo, ale swoje powołanie odnalazł w sztuce. W 1957 ukończył Escola de Arte Dramática (EAD-USP) w São Paulo i dołączył do zespołu Teatro de Arena, gdzie zadebiutował na scenie pod koniec lat 50. W 1958 podjął pracę jako dziennikarz, krytyk filmowy i teatralny dla magazynu „Vision” w rubryce „Um Italiano Leva o Morro ao Teatro” – „Nie noszę czarnego krawatu” (Eles Não Usam Black Tie).
W 1965 grał na scenie rolę Patricka w sztuce Każda nagość będzie karana (Toda Nudez Será Castigada). W latach 80. występował również w produkcjach telewizyjnych i filmach. Związany był z Teatro de Arena, wyróżniając się jako aktor w produkcjach autorstwa Plinio Marcosa w 1960. W 1959 odtwarzał rolę Maranhão w Chapetuba Football Club. Za pracę nad Rewolucją w Ameryce Południowej Augusto Boala (1960) odebrał nagrodę São Paulo State Governor dla najlepszego aktora drugoplanowego. Występował w Testament Cangaceiro (1961). Otrzymał nagrodę za tekst dramatu O Segredo do Velho Mudo (1970), wystawionego w 1974 roku przez Cecil Thiré.
Za rolę Mário w filmie Karabiny (Os Fuzis, 1964) otrzymał Brazilia Festival of Brazilian Cinema oraz Srebrnego Niedźwiedzia – Nagrodę Grand Prix Jury na 14. Międzynarodowym Festiwalu Filmowym w Berlinie.
W 2004 u Xaviera zdiagnozowano raka prostaty. Zmarł 10 maja 2017 w Uberlândia w stanie Minas Gerais na raka płuc w wieku 75 lat.

## Wybrana filmografia
| Rok  | Tytuł                                                                                  | Rola                       | Uwagi         |
| ---- | -------------------------------------------------------------------------------------- | -------------------------- | ------------- |
| 1959 | Kobieta samotna (Fronteiras do Inferno)                                                |                            |               |
| 1960 | Zagrożone miasto (Cidade Ameaçada)                                                     |                            |               |
| 1963 | Czerwona Seara (Seara Vermelha)                                                        |                            |               |
| 1964 | Karabiny (Os Fuzis)                                                                    | Mário                      |               |
| 1965 | Nieboszczka (A Falecida)                                                               | Timbira                    |               |
| 1965 | Trawler (Arrastão)                                                                     |                            |               |
| 1967 | Wszystko, co chcielibyście wiedzieć o seksie, ale baliście się zapytać (O ABC do Amor) |                            | („Pacto, O”)  |
| 1967 | Krew na piasku (Sangue e Areia)                                                        | Zorba                      | telenowela    |
| 1968 | Masakra w Supermarkecie (Massacre no Supermercado)                                     | Detektyw Chico             |               |
| 1970 | Dwóch przegranych w brudną noc (Dois Perdidos numa Noite Suja)                         | Paco                       |               |
| 1970 | Bogowie i umarli (Os Deuses e os Mortos)                                               | Valu                       |               |
| 1971 | Wyznania brata dyni (As Confissões de Frei Abóbora)                                    |                            |               |
| 1971 | Winić (A Culpa)                                                                        | Henrique                   |               |
| 1973 | Będzie działać, Tramp! (Vai Trabalhar, Vagabundo!)                                     | Babalu                     |               |
| 1978 | Upadek (A Queda)                                                                       | także reżyseria            |               |
| 1988 | Dyktator z Paradoru (Moon Over Parador)                                                | Generał Sinaldo            |               |
| 1991 | Zabawa w Boga (At Play in the Fields of the Lord)                                      | Ks. Xantes                 |               |
| 1994 | Pomnik Marii Moury (Memorial de Maria Moura)                                           | ks. Marcelino              | miniserial TV |
| 1999 | Słodka trucizna (Suave Veneno)                                                         | Fortunato                  | telenowela    |
| 2001 | Dziewczyna z Rio (Girl from Rio)                                                       | Lider mafii, Bichero       |               |
| 2003 | Gawędziarze z Jave (Narradores de Javé)                                                | Zaqueu                     |               |
| 2004 | Benjamin (Benjamim)                                                                    | dr Cantagalo, szef Castañy |               |
| 2005 | Belíssima                                                                              | Bento Pereira              |               |
| 2006 | Don (Dom)                                                                              | Ezechiel                   |               |
| 2008 | Szafy i szanse (Casos e Acasos)                                                        | Armando                    | miniserial TV |
| 2010 | Chico Xavier                                                                           | Chico Xavier (1969 – 1975) |               |
| 2011 | Film duchów (O Filme dos Espíritos)                                                    | Levy                       |               |
| 2014 | Śmieć (Trash)                                                                          | Jefferson                  |               |